# Biosteres townesi
Biosteres townesi är en stekelart som beskrevs av Papp 1983. Biosteres townesi ingår i släktet Biosteres och familjen bracksteklar. Inga underarter finns listade.